# Classic & Modern Racing
Pour les articles homonymes, voir CMR.
Classic & Modern Racing (abrégé en CMR), nom commercial de la société Chab Évolution, est une entreprise française et une écurie de compétition automobile fondée en 2009 par Charles-Antoine Bourachot et basée au Pôle Mécanique Alès-Cévennes en Occitanie. Spécialisée dans l'engagement de différents types de voitures en compétition, l'écurie CMR est, depuis le rachat de l'équipe Sport Garage, un acteur régulier du championnat de France FFSA GT et du Trophée Andros. Elle participe régulièrement aux Blancpain GT Series,. 
L'écurie participe activement aux championnats GT4 FFSA, GT4 European Series et Alpine Elf Europa Cup auxquels s'ajoutent les compétitions historiques (Tour Auto, Tour de Corse historique, Le Mans Classic, etc.) et le Trophée Andros.  

## Historique
En 2016, CMR rachète Sport Garage,,.

### Blancpain Endurance Series

#### 2013
En septembre, l'écurie engage sa BMW Z4 GT3 pour la dernière manche qui a lieu sur le Nürburgring : le Blancpain 1000. L'équipage composé de Jonathan Hirschi, Marc Rostan et Claude-Yves Gosselin termine à la trente-cinquième et dernière place du classement général,.

### Championnat de France FFSA GT

#### 2013
Lors de la manche de Magny-Cours, l'écurie engage une BMW Z4 GT3 (E89) pour les pilotes Pierre et Jonathan Hirschi. L'équipage termine dixième de la course,.

#### 2014
En 2014, l'écurie engage une BMW Z4 GT3 (E89) en championnat de France FFSA GT, conjoitement avec Chab Évolution. Elle est pilotée par Pierre Hirschi et Thomas Nicolle,.

#### 2016
En 2016, CMR annonce l'engagement de trois Ferrari 458 Italia GT3, la première pour Soheil Ayari, Nicolas Tardif et Laurent Pasquali ; la deuxième pour Romain Brandela, Paul Lamic et Arno Santamato ; la troisième pour Sylvain Debs, David Loger et Eric Mouez,,,,.
À Nogaro, CMR obtient la pole position pour les deux courses et remporte la deuxième.

#### 2017
L'année suivante, CMR poursuit son implication dans le championnat de France FFSA GT qui voit l'arrivée de la catégorie GT4 en lieu et place de la catégorie GT3. L'écurie engage quatre Ginetta G55 GT4,. En parallèle, l'écurie participe au Blancpain GT Sports Club, ainsi qu'au championnat VdeV. Lors de la manche de Pau, Soheil Ayari s'empare de la pole position, lors de la deuxième séance de qualifications.

### Trophée Andros

#### 2017
L'écurie participe au Trophée Andros avec une BMW M2 préparée pour Jean-Philippe Dayraut.

### Championnat VdeV

#### 2017
L'écurie engage la Ferrari 458 Italia GT3 à la manche de Jarama. Elle est pilotée par Eric Mouez et David Loger.

### Sources
1. ↑  Laurent Mercier, « Classic & Modern Racing veut monter en puissance petit à petit », sur endurance-info.com, 18 mars 2014 (consulté le 14 avril 2017)
2. ↑  « Classic & Modern Racing », sur blancpain-gt-series.com (consulté le 9 septembre 2017)
3. 1 2  Thibaut Emme, « Trophée Andros 2017 : Dayraut sur BMW M2 avec CMR », sur leblogauto.com, 23 novembre 2016 (consulté le 9 septembre 2017)
4. ↑  Laurent Mercier, « Charles-Antoine Bourachot (CMR with Sport Garage) : “Proposer un panel complet d’autos à nos clients” », sur endurance-info.com, 26 avril 2016 (consulté le 9 septembre 2017)
5. ↑  Anthony Megevand et Marie-France Estenave, « Nogaro GT avec le Team Classic & Modern Racing by Sport Garage », sur mfe-live.com, 21 mars 2016 (consulté le 9 septembre 2017)
6. ↑  (en) « Nürburgring 1000 Kilometres - (Race Results) », sur racingsportscars.com (consulté le 14 avril 2017)
7. ↑  « Blancpain 1000 : Une finale plus ouverte que jamais ! », sur endurance-info.com, 16 septembre 2013 (consulté le 14 avril 2017)
8. ↑  « Magny-Cours : Une rentrée studieuse dans la Nièvre. », sur endurance-info.com, 4 septembre 2013 (consulté le 14 avril 2017)
9. ↑  (en) « FFSA GT Championship Magny-Cours - (Unofficial Aggregate Race Results) », sur racingsportscars.com (consulté le 14 avril 2017)
10. ↑  « GT Tour ? Chab Évolution évolue avec le Classic & Modern Racing », sur autohebdo.fr, 28 février 2014 (consulté le 9 septembre 2017)
11. ↑  « CLASSIC & MODERN RACING INSCRIT SA BMW Z4 GT3 EN GENTLEMEN TROPHY », sur thomasnicolle.fr, 20 décembre 2014
12. ↑  Florian Defet, « Trois Ferrari 458 GT3 pour le Classic & Modern Racing by Sport Garage sur le GT Tour 2016 », sur fanswec.org, 14 mars 2016 (consulté le 9 septembre 2017)
13. ↑  Laurent Mercier, « Trois Ferrari pour Classic & Modern Racing by Sport Garage », sur endurance-info.com, 14 mars 2016 (consulté le 9 septembre 2016)
14. ↑  Emmanuel Rolland, « Trois Ferrari 458 GT3 pour CMR by Sport Garage », sur motorsport.com, 16 mars 2016 (consulté le 9 septembre 2017)
15. ↑  Laurent Mercier, « Nogaro : Laurent Pasquali chez CMR by Sport Garage », sur endurance-info.com, 26 mars 2016 (consulté le 9 septembre 2017)
16. ↑  Pierre Tassel, « FFSA GT - CMR by Sport Garage au départ », sur autohebdo.fr, 15 mars 2016 (consulté le 9 septembre 2017)
17. ↑  Florian Defet, « GT Tour : Le Team Duqueine et CMR by Sport Garage en pole des deux courses à Nogaro », sur fanswec.org, 27 mars 2016 (consulté le 9 septembre 2017)
18. ↑  (en) « FFSA – Ferrari wins at Nogaro with Duqueine and CMR », sur ferrari.com, 29 mars 2016 (consulté le 9 septembre 2017)
19. ↑  Laurent Mercier, « Présent et avenir du team CMR avec Charly Bourachot, le LM P2 à l’étude », sur endurance-info.com, 8 septembre 2017 (consulté le 9 septembre 2017)
20. 1 2  Laurent Mercier, « Un programme ambitieux pour CMR avec quatre, voire cinq Ginetta G55 GT4 », sur endurance-info.com, 19 mars 2017 (consulté le 9 septembre 2017)
21. ↑  Baptiste Delage, « FFSA GT4 Pau, Qualifications : La pole pour Ekris Motorsport et CMR », sur franceracing.fr, 20 mai 2017 (consulté le 9 septembre 2017)
22. ↑  (en) « VdeV Endurance – CMR and Visiom in search of victory at Jarama », sur webwire.com, 1er septembre 2017 (consulté le 9 septembre 2017)